# Benjamin Verbič
Benjamin Verbič (* 27. November 1993 in Celje) ist ein slowenischer Fußballnationalspieler. Er stand zuletzt bei Panathinaikos Athen unter Vertrag.

## Karriere

### Verein
Verbič war im Sommer 2015 von seinem slowenischen Jugendklub NK Celje zum FC Kopenhagen nach Dänemark gewechselt und gab am 26. Juli 2015 beim 2:1-Auswärtssieg am ersten Spieltag gegen Esbjerg fB sein Debüt in der Superliga. Zuvor war er am 16. Juli beim 2:0-Sieg im Hinspiel in der zweiten Qualifikationsrunde zur Europa League gegen Newtown AFC zum Einsatz gekommen. In seiner ersten Saison kam er zu vier Einsätzen in der Europa-League-Qualifikation, zu zwei Einsätzen im dänischen Pokalwettbewerb und zu 26 Spielen in der dänischen Meisterschaft, in denen er drei Tore erzielte; der FC Kopenhagen wurde zum Saisonende dänischer Meister und zudem Pokalsieger. Eine Saison später kam er in insgesamt 40 Pflichtspielen zum Einsatz, dabei fünfmal in der Champions League, einmal in der Europa League – für die sich der FC Kopenhagen als Drittplatzierter in der Gruppenphase der UEFA Champions League qualifizierte – und 18 Mal in der Liga (vier Tore). Nach neun Einsätzen in der Meisterrunde der Superliga, in denen Verbič zwei Tore schoss, durfte er erneut die dänische Meisterschaft feiern und auch im dänischen Pokalwettbewerb gelang dem dänischen Hauptstadtverein die Titelverteidigung; in diesem Wettbewerb spielte Verbič in drei Partien. In der Hinrunde der Saison spielte Verbič in sechs Partien in der Vorausscheidung zur UEFA Champions League, in fünf Partien in der UEFA Europa League, in einer Partie für die Reserve des FC Kopenhagen und in 16 Partien für die Profis in der Superliga. Zur Winterpause der Saison 2017/18 wechselte Verbič dann weiter in die Ukraine zu Dynamo Kiew. Er unterschrieb einen Fünfjahresvertrag. Hier gewann er in den folgenden Jahren fünf nationale Titel und spielte auch wieder in der Champions League. Nach dem russischen Überfall auf die Ukraine wurde Verbič im März 2022 an den polnischen Rekordmeister Legia Warschau verliehen. Im Sommer 2022 wechselte er zu Panathinaikos Athen.

### Nationalmannschaft
Nach zehn Einsätzen für diverse slowenische Jugendnationalmannschaften debütierte Verbič am 31. März 2015 im Testspiel in Doha gegen Katar (0:1) für die A-Nationalmannschaft. Bisher absolvierte er 38 Länderspiele und erzielte dabei fünf Treffer.

## Erfolge
- Dänischer Meister: 2016, 2017
- Dänischer Pokalsieger: 2016, 2017
- Ukrainischer Superpokalsieger: 2018, 2019
- Ukrainischer Pokalsieger: 2020, 2021
- Ukrainischer Meister: 2021
- Griechischer Pokal: 2024